# Телелинцы
Телелинцы (укр. Телелинці) — село на Украине, находится в Жмеринском районе Винницкой области.
Код КОАТУУ — 0521086803. Население по переписи 2001 года составляет 545 человек. Почтовый индекс — 23152. Телефонный код — 4332.
Занимает площадь 2,226 км².
В селе действует храм Архистратига Божьего Михаила Жмеринского благочиния Винницкой епархии Украинской православной церкви.

## Адрес местного совета
23152, Винницкая область, Жмеринский р-н, с. Телелинцы